# Stenopogon milvoides
Stenopogon milvoides är en tvåvingeart som beskrevs av Engel 1929. Stenopogon milvoides ingår i släktet Stenopogon och familjen rovflugor.
Artens utbredningsområde är Afghanistan. Inga underarter finns listade i Catalogue of Life.